# The Hobbit (série radiophonique)
Pour les articles homonymes, voir Hobbit (homonymie).
 (mars 2024).
Si vous disposez d'ouvrages ou d'articles de référence ou si vous connaissez des sites web de qualité traitant du thème abordé ici, merci de compléter l'article en donnant les références utiles à sa vérifiabilité et en les liant à la section « Notes et références ».
The Hobbit est une série radiophonique en huit épisodes monophoniques d'une demi-heure diffusés sur BBC Radio 4 en 1968. Il s'agit d'une adaptation du roman de J. R. R. Tolkien Le Hobbit, écrite par Michael Kilgarriff et produite par John Powell, avec une musique de David Cain. L'histoire suit de près l'édition de 1951 du roman.
La série a été commercialisée aux formats cassette et CD.

## Casting
- Anthony Jackson : le narrateur
- Paul Daneman : Bilbo
- Heron Carvic : Gandalf
- Peter Pratt : Balin
- John Justin : Thorin
- John Pullen : Elrond
- Wolfe Morris : Gollum
- Denys Hawthorne : Beorn
- Leonard Fenton : le roi des elfes
- Peter Williams : Bard
- Francis de Wolff : Smaug

Les autres rôles ne sont pas crédités.